# 巴爾薩斯縣

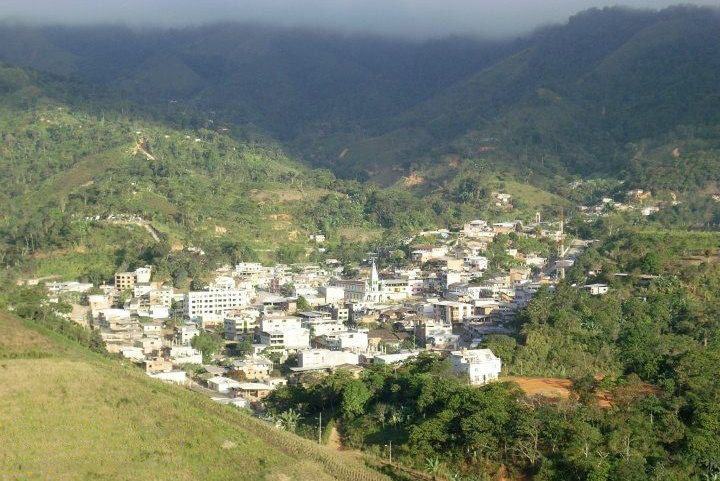

巴爾薩斯縣（西班牙語：Cantón Balsas），是厄瓜多爾的縣份，位於該國南部，由埃爾奧羅省負責管轄，始建於1987年2月23日，面積69平方公里，2001年普查人口總數為5,348人，人口密度每平方公里77.51人。